# Lista de bairros de Londrina
Esta é uma lista de bairros de Londrina, estado do Paraná. O município possui cerca de 55 bairros divididos nas Zonas Central, Leste, Norte, Oeste e Sul.
| Bairro                      | Zona         |
| --------------------------- | ------------ |
| Centro Histórico            | Zona Central |
| Jardim Higienópolis         | Zona Central |
| Jardim Petrópolis           | Zona Central |
| Jardim Quebec               | Zona Central |
| Vila Brasil                 | Zona Central |
| Vila Casoni                 | Zona Central |
| Vila Ipiranga               | Zona Central |
| Vila Nova                   | Zona Central |
| Vila Recreio                | Zona Central |
| Aeroporto                   | Zona Leste   |
| Cidade Industrial 2         | Zona Leste   |
| Conjunto Ernani Moura Lima  | Zona Leste   |
| Gleba Lindoia               | Zona Leste   |
| HU                          | Zona Leste   |
| Jardim Antares              | Zona Leste   |
| Jardim Brasília             | Zona Leste   |
| Jardim Califórnia           | Zona Leste   |
| Jardim Ideal                | Zona Leste   |
| Jardim Interlagos           | Zona Leste   |
| Lon Rita                    | Zona Leste   |
| Parque das Indústrias Leves | Zona Leste   |
| Vila Fraternidade           | Zona Leste   |
| Heimtal                     | Zona Norte   |
| Cidade Industrial 1         | Zona Norte   |
| Cinco Conjuntos             | Zona Norte   |
| Milton Gavetti              | Zona Norte   |
| João Paz                    | Zona Norte   |
| Conjunto Parigot de Souza   | Zona Norte   |
| Conjunto Vivi Xavier        | Zona Norte   |
| Jardim Coliseu              | Zona Norte   |
| Jardim dos Alpes            | Zona Norte   |
| Jardim Pacaembu             | Zona Norte   |
| Parque Ouro Verde           | Zona Norte   |
| Perobinha                   | Zona Norte   |
| Chácaras Esperança          | Zona Oeste   |
| CILO 2                      | Zona Oeste   |
| CILO 3                      | Zona Oeste   |
| Shangri-lá                  | Zona Oeste   |
| Jardim Bandeirantes         | Zona Oeste   |
| Jardim Champagnat           | Zona Oeste   |
| Jardim Jamaica              | Zona Oeste   |
| Jardim Leonor               | Zona Oeste   |
| Jardim Olímpico             | Zona Oeste   |
| Jardim Presidente           | Zona Oeste   |
| Jardim Sabará               | Zona Oeste   |
| Parque Universidade         | Zona Oeste   |
| Alto do Cafezal             | Zona Sul     |
| Esperança                   | Zona Sul     |
| Nova Esperança              | Zona Sul     |
| Acapulco                    | Zona Sul     |
| Bela Suíça                  | Zona Sul     |
| Cafezal                     | Zona Sul     |
| Jardim Inglaterra           | Zona Sul     |
| Jardim Piza                 | Zona Sul     |
| Parque das Indústrias       | Zona Sul     |
| Parque Guanabara            | Zona Sul     |
| Saltinho                    | Zona Sul     |
| Tucanos                     | Zona Sul     |
| União da Vitória            | Zona Sul     |
| Vivendas do Arvoredo        | Zona Sul     |